# Slobidka, Nova Ușîțea
Slobidka (în ucraineană Слобідка) este un sat în comuna Stavceanî din raionul Nova Ușîțea, regiunea Hmelnîțkîi, Ucraina.

## Demografie
Componența lingvistică a localității Slobidka
     Ucraineană (98,54%)
     Rusă (1,46%)
Conform recensământului din 2001, majoritatea populației localității Slobidka era vorbitoare de ucraineană (98,54%), existând în minoritate și vorbitori de rusă (1,46%).